# Stora Ensjöloken
Stora Ensjöloken är en sjö i Ljusdals kommun i Hälsingland och ingår i Ljusnans huvudavrinningsområde. Sjön har en area på 0,0193 kvadratkilometer och ligger 393,3 meter över havet. Stora Ensjöloken ligger i Ensjölokarna Natura 2000-område.

## Delavrinningsområde
Stora Ensjöloken ingår i det delavrinningsområde (690959-148602) som SMHI kallar för Utloppet av Stora Ensjöloken. Medelhöjden är 434 meter över havet och ytan är 1,53 kvadratkilometer. Det finns inga avrinningsområden uppströms utan avrinningsområdet är högsta punkten. Vattendraget som avvattnar avrinningsområdet har biflödesordning 5, vilket innebär att vattnet flödar genom totalt 5 vattendrag innan det når havet efter 192 kilometer. Avrinningsområdet består mestadels av skog (94 procent).